# ブレイクスルー (3M社のボードゲーム)
ブレイクスルー(英語: Breakthru)は2人用の抽象戦略型のボードゲームである。アレックス・ランドルフによってデザインされ、1965年、3Mブックシェルフゲームシリーズの一つとして3M社から発売された。このゲームは、中世のネファタフルのようなタフルとその亜種と多くの共通点を持っているが、チェスやキツネとガチョウと比較されてきた。ネファタフルと同様に、このゲームは双方のプレイヤーの持つ駒の数に差があり、勝利条件も異なるという特徴がある。ゲーム一式にはゲーム盤と20個の銀色の駒、1つの金色の「旗艦」の駒、12個の金色の「護送船」の駒が含まれる。このゲームではネファタフルの包囲戦と類似した艦隊戦を演じることになる。

## ルール
ゲームのルールは以下の通り。

### 勝利条件
金の艦隊には1つの大きな旗艦の駒と12の護送船の駒があり、捕獲されないように包囲網を突破して旗艦をゲーム盤の端へと到達させることが目的となる。銀の艦隊は20の船の駒があり、包囲網を形成して敵の護送船を駆逐し、旗艦を捕らえることが目的となる。

### 準備
合意かコイントスによってどちらが「金のプレイヤー」を担当するか決定する。もう1人は「銀のプレイヤー」となる。
まず、金のプレイヤーが駒を配置する。旗艦の駒の位置はゲーム盤の中央に固定されているが、
護送船については太い線で囲まれた中央水域の中であればどこに配置しても構わない。
次に銀のプレイヤーが駒を配置する。細い線で囲まれた周辺水域の中であればやはりどこに配置しても構わない。
金のプレイヤーがどちらが先攻かを決める。

### 駒の操作
ブレイクスルーの駒の操作はチェスのポーンと似た点があり、移動のみを行う場合と敵の駒を取る場合では動かし方が異なる。
ここでは移動のみを行う場合を「移動」、敵の駒を取る場合を「キャプチャー」とする。
動かし方は全ての駒で共通しているが、以下に述べるように回数に差が設定されている。
各プレイヤーは自分のターンにおいて
- 旗艦以外の自分の駒を2回移動させる
- (金のプレイヤーであれば)旗艦を1回移動させる
- キャプチャーを1回行う

の3種の行動のうち一つを選択し実行することができる。

#### 移動
各プレイヤーは1ターンに2回、旗艦以外の駒を「移動」させることができる。駒の動きははさみ将棋のそれと似ており、空いているマスが連なっている限り上下左右に好きなだけ動くことができるが、これによって敵の駒をキャプチャーすることは出来ない。繰り返しになるが旗艦を「移動」させる場合には1ターンに1度までしか移動できない。

#### キャプチャー
各プレイヤーは自分の駒を斜めに1マス動かすことで敵のプレイヤーの駒を「キャプチャー」することができる。大将棋の猫刄と同じ動きである。「移動」とは異なり「キャプチャー」は駒の種類によらずターンに1度だけ行うことができる。
このゲームの「キャプチャー」はチェスのそれに似た仕組みを採用している。従って「キャプチャー」が行われた場合、「キャプチャー」された駒は盤面から取り除かれ、それによって空いたマスには「キャプチャー」を行った駒が占めることになる。
これを片方のプレイヤーが勝利条件を満たすまで繰り返す。旗艦がゲーム盤の最外周のマスに到達した場合には金のプレイヤーの勝利となる。その前に旗艦が「キャプチャー」されてしまった場合には銀のプレイヤーの勝利となる。

## 注
1. ↑  Board Game Geek
2. ↑  The Game Pile http://www.gamepile.com/details.php?id=3
3. ↑  "How to Play Breakthru". Breakthru: Strategic Game of Evasion or Capture (1965). 3M Bookshelf Games. Minnesota Mining and Manufacturing Company.